# Dzsamilé
A Dzsamilé (franciául Djamileh) Georges Bizet egyfelvonásos operája. Szövegkönyvét Louis Gallet írta. Az opera ősbemutatójára 1872. május 22-én került sor Párizsban, az Opéra Comique-ban.

## Szereplők
| Szereplő                                     | Hangfekvés   |
| -------------------------------------------- | ------------ |
| Harun, gazdag ifjú török                     | tenor        |
| Splendiano, a nevelője majd jószágigazgatója | bariton      |
| Dzsamilé, rabnő                              | mezzoszoprán |
| Haroun barátai, rabszolgák.                  |              |

## Cselekménye
Helyszín: Harun kairói, Nílus-parti palotája
Harun palotájában pihen. Splendiano az ifjú pénzügyeit próbálja rendezni, de nevelt fia a kikötőbe érkező, rabszolgákat szállító hajót nézi. A nevelő figyelmezteti gazdáját, hogy a kártya, a drága borok és a havonta váltogatott rabnők sok pénzt emésztenek fel. Harun tréfásan odaveti, hogy ha elfogy a pénze, beugrik a Nílusba, de előbb beledobja Splendianót. Ma különben is letelt egy hónap és neki új rabnő kell. Splendiano biztosítja, hogy még ma este eljön a rabszolga-kereskedő értékes portékáival. Harun lusta választani ezért Splendianót kéri meg, hogy válasszon rabnőt számára. A nevelő szereti Dzsamilét, akit ma Harun el fog bocsátani és gazdájától kéri, hogy tarthassa meg. Közben megérkezik a lány, az ifjú pedig arra kéri Splendianót, hogy mihamarabb távolítsa el környezetéből, ámde észreveszi, hogy a rabszolganő bánatos. Egy csók után Dzsamilé elmeséli álmát: melyben a tenger kiönt és körülfogja és hiába hívta urát, Harunt segítségül, az nem érkezik. Harun megnyugtatja. A vacsoránál Harun egy nyakéket ajándékoz Dzsamilének, aki nem is sejti, hogy ez búcsúajándék, helyébe más rabszolganő érkezik. Miután az ifjú elvonul cimboráival a kártyaszobába, Splendiano megpróbálja a lány tudomására hozni, hogy Harun megunta és új rabnőt keres. Dzsamilé kétségbeesik. Splendiano egy tömött erszényt kínál neki, majd felajánlja szerelmét, de Dzsamilé csak Harunt szereti és vele akar élni. Dzsamilé rábeszéli Splendianót, hogy az új rabnő helyett ismét őt vezesse elő és amennyiben a török mégis elűzné maga mellől, akkor a nevelő rabszolganője lesz. Splendiano 200 aranyban megegyezik a rabszolga-kereskedővel, aki elővezeti az elfátyolozott Dzsamilét. Harun és a lány kettesben maradnak. A török szerelmével ostromolja és szemére veti, hogy rabnője, akit érte küldött el engedékenyebb volt. Dzsamilé sírva fakad. Ekkor rávetődik arcára a holdfény és Harun felismeri. Dzsamilé küszködve egy megható szerelmes dalt énekel. Harunt meghatja a lány ragaszkodása, azonban nem áll szándékában megtartani rabszolganőjeként. Mikor Dzsamilé az ajtóban összeroskad, Harun elkapja, magához öleli és szerelmet vall neki. Belép Splendiano és meglepett arccal nézi az ölelkező szerelmespárt. Harun visszateszi Dzsamilé arcára a fátylat és a lányt átkarolva távoznak. 

## Híres áriák
- Nour Eddim roi de Lahore - Dzsamilé áriája